# Italiens Grand Prix 1965
Italiens Grand Prix 1965 var det åttonde av tio lopp ingående i formel 1-VM 1965.  

## Resultat
1. Jackie Stewart, BRM, 9 poäng
2. Graham Hill, BRM, 6
3. Dan Gurney, Brabham-Climax, 4
4. Lorenzo Bandini, Ferrari, 3
5. Bruce McLaren, Cooper-Climax, 2
6. Richard Attwood, Reg Parnell (Lotus-BRM), 1
7. Joakim Bonnier, R R C Walker (Brabham-Climax)
8. Jochen Rindt, Cooper-Climax
9. Innes Ireland, Reg Parnell (Lotus-BRM)
10. Jim Clark, Lotus-Climax (varv 63, bränslepump)
11. Mike Spence, Lotus-Climax (62, generator)
12. Nino Vaccarella, Ferrari (58, motor)
13. Roberto Bussinello, Scuderia Centro Sud (BRM) (58, oljetryck)
14. Richie Ginther, Honda (56, tändning)

### Förare som bröt loppet
- Denny Hulme, Brabham-Climax (varv 46, upphängning)
- Frank Gardner, John Willment Automobiles (Brabham-BRM) (45, motor)
- Jo Siffert, R R C Walker (Brabham-BRM) (43, växellåda)
- Giacomo Russo, Lotus-Climax (37, växellåda)
- John Surtees, Ferrari (34, koppling)
- Ronnie Bucknum, Honda (27, tändning)
- Masten Gregory, Scuderia Centro Sud (BRM) (22, växellåda)
- Giancarlo Baghetti, Brabham-Climax (12, motor)
- Giorgio Bassi, Scuderia Centro Sud (BRM) (8, motor)